# Tripterospermum brevilobum
Tripterospermum brevilobum är en gentianaväxtart som beskrevs av Ding Fang. Tripterospermum brevilobum ingår i släktet Tripterospermum och familjen gentianaväxter. Inga underarter finns listade i Catalogue of Life.